# Amudgrot
De Amudgrot is een grot in de Nahal Amudkloof in Hoog-Galilea (Israël). Ze ligt ongeveer 30 meter boven de rivier Nahal Amud, direct naast en boven de beroemde pilaar (in het Hebreeuws amud) waarnaar Nahal Amud is vernoemd. Opgravingen in de grot werden in 1961 en 1964 door Japanse onderzoekers verricht. In 1990 werden nieuwe opgravingen uitgevoerd door een gezamenlijk Israëlisch-Amerikaans team van archeologen, anatomen en antropologen. Op de site zijn twee belangrijke woonhorizonten geïdentificeerd. De latere begint rond 3000 v.Chr. en wordt gekenmerkt door talrijke aardewerkscherven, stenen werktuigen en afvalputten, welke vaak diepere lagen verstoren, maar geen permanente structuren. De oudere lagen gaan terug tot het middenpaleolithicum en bevatten Moustérien-gereedschappen en resten van prooidieren.
De belangrijkste vondst van deze site is Amud 1, geclassificeerd als neanderthaler. Deze werd in 1961 gevonden in de bovenste paleolithische lagen, welke later met behulp van thermoluminescentie tot 50-60.000 jaar BP werden gedateerd. Het is hiermee de jongste neanderthaler die ooit in de Levant is ontdekt. In 1991 werd het gedeeltelijke skelet van een acht tot tien maanden oud neanderthalerkind gevonden, Amud 7. Deze was bedekt met het bovenkaakbeen van een edelhert, wat lijkt te wijzen op een begrafenisritueel.

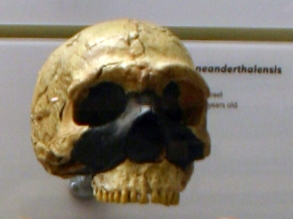
Amud 1